# مدرسه اقتصاد لندن
مدرسهٔ اقتصاد و علوم سیاسی لندن (به انگلیسی: The London School of Economics and Political Science) یک کالج تخصصی از مجموعهٔ دانشگاه لندن است که در سال ۱۸۰۵ تأسیس شد و در ۱۹۰۰ به این دانشگاه ملحق شد.
چهره‌های مشهوری فارغ‌التحصیل یا مدرس این مدرسه بوده‌اند. در لیست زیر برندگان جوایز نوبل که به‌نوعی با این مدرسه در ارتباط بوده‌اند آورده شده‌است:
| سال  | اهدا شده به     | جایزه  |
| ۱۹۲۵ | جرج برنارد شاو  | ادبیات |
| ۱۹۵۰ | رالف بونشه      | صلح    |
| ۱۹۵۰ | برتراند راسل    | ادبیات |
| ۱۹۵۹ | فیلیپ نوئل بیکر | صلح    |
| ۱۹۷۲ | جان هیکس        | اقتصاد |
| ۱۹۷۴ | فردریش فون هایک | اقتصاد |
| ۱۹۷۷ | جیمز مید        | اقتصاد |
| ۱۹۷۹ | آرتور لوئیس     | اقتصاد |

| سال  | اهدا شده به   | جایزه  |
| ۱۹۸۷ | اسکار آریاس   | صلح    |
| ۱۹۹۰ | مرتون میلر    | اقتصاد |
| ۱۹۹۱ | رونالد کوز    | اقتصاد |
| ۱۹۹۸ | امارتیا سن    | اقتصاد |
| ۱۹۹۹ | روبرت ماندل   | اقتصاد |
| ۲۰۰۱ | جرج آکرلوف    | اقتصاد |
| ۲۰۰۷ | لئونید هورویچ | اقتصاد |
| ۲۰۰۸ | پاول کروگمن   | اقتصاد |